# 1957 en sport
Cet article présente les faits marquants de l'année 1957 en sport.

## Athlétisme
- 28 avril : l'Américain Bob Gutowski établit un nouveau record du monde du saut à la perche en franchissant 4,78 m.
- 16 juin : l'athlète américain Bob Gutowski améliore son record du monde du saut à la perche avec un bond de 4,819 m.
- 13 octobre : à Rome, le Russe Vladimir Kuts est devenu l'homme le plus rapide du monde sur 5 000 mètres, parcourant la distance en 13 min 35 s. Il a amélioré d'une seconde huit dixièmes le temps du Britannique Gordon Pirie, ancien titulaire du record.

## Automobile
- 12 mai  Alfonso de Portago trouve la mort dans la tragédie de Guidizzolo lors de la dernière édition des Mille Miglia, au cours duquel 11 personnes ont perdu la vie.
- 23 juin : l'équipage Ron Flockhart - Ivor Bueb, sur Jaguar Type D, remporte les 24 heures du Mans, à la moyenne horaire de 183,2 km/h. Pour la première fois de l'histoire des 24 heures du Mans, les 200 km/h de moyenne sur un tour de circuit sont battus par Hawthorn, sur Ferrari, avec 203,015 km/h.
- 4 août : au soir du GP d'Allemagne, disputé sur le Nürburgring, à l'issue du duquel il a obtenu la 24e (et dernière) victoire de sa carrière, l'Argentin Juan Manuel Fangio remporte — alors qu'il reste encore deux courses à disputer — son cinquième titre (dont quatre consécutifs) de Champion du monde de Formule 1 au volant d'une Maserati.

- Buck Baker remporte le championnat de la série NASCAR avec un montant total de 24,712 $ (USD).

## Bandy
- Premier championnat du monde.

## Baseball
- Les Braves de Milwaukee remportent la Série mondiale face aux Yankees de New York.

## Basket-ball
- Les Celtics de Boston sont champion NBA en battant en finales les Hawks de Saint-Louis 4 manches à 3.
- ASVEL Lyon-Villeurbanne est champion de France.

## Boxe
- 2 janvier : l'Américain Gene Fullmer devient champion du monde des poids moyens à la boxe en battant Sugar Ray Robinson, détenteur du titre, aux points en 15 rounds.
- 1er mai : au Chicago Stadium, Sugar Ray Robinson devient champion du monde pour la quatrième fois en infligeant à Gene Fullmer le premier KO de sa carrière.
- 30 mai : au vélodrome Vigorelli de Milan, le Français Charles Humez conserve son titre de champion d'Europe des poids moyens de boxe en battant aux points l'Italien Italo Scorticchini.
- 29 juillet : le champion Floyd Patterson conserve son titre de champion du monde des poids lourds à la boxe en battant Tommy Jackson par arrêt de l'arbitre au 10e round à New York.
- 22 août : le champion Floyd Patterson conserve son titre de champion du monde des poids lourds à la boxe en battant Pete Rademacher par KO au 6e round à Seattle.
- 23 septembre : au Yankee Stadium de New York, l'Italien Carmen Basilio bat Sugar Ray Robinson aux points et devient champion du monde des poids moyens de boxe.

## Cyclisme
- 24 février : le Français André Dufraisse remporte le titre ce champion du monde de Cyclo-cross à Edelaere (Bel).

- 12 mai : l'Espagnol Jesús Loroño remporte le Tour d'Espagne.

- 10 juin : le cycliste italien Gastone Nencini remporte le Tour d’Italie.

- 14 juillet : lors de la 16e étape du Tour de France, entre Barcelone et Ax-les-Thermes, le journaliste Alex Virot, reporter à Radio-Luxembourg, et son motard René Wagner, s'écrasent mortellement dans un fossé.

- 20 juillet : le 44e Tour de France est remporté par le Français Jacques Anquetil, deuxième le Belge Marcel Janssens et troisième l'Autrichien Adolf Christian. L'Italien Gastone Nencini remporte le Grand Prix de la montagne, le Français Jean Forestier celui du meilleur sprinter.

- 18 août : au vélodrome Vigorelli de Milan, la cycliste française Renée Vissac s'approprie le record du monde de l'heure en parcourant 38,569 km.

- 25 septembre : au vélodrome Vigorelli de Milan, le cycliste français Roger Rivière bat le record du monde détenu par Jacques Anquetil en parcourant 46,923 km dans l’heure.

## Escrime
- 24 septembre : à Paris, le Français Armand Mouyal devient champion du monde d’escrime à l'épée. Victorieux de tous ses adversaires, il succombe sur le dernier, l'Italien Giuseppe Delfino, ce qui ne l’empêche pas d'enlever le titre mondial de la spécialité.

## Football
- 24 juillet : fondation du stade gabésien.

- 17 mars : match d'anthologie au stade Vélodrome de Marseille, où l'OM accueille l'AS Saint-Étienne. À la mi-temps, les Olympiens mènent 3 à 0 grâce à un « hat-trick » de l'attaquant suédois Gunnar Andersson. Au retour des vestiaires, en six minutes, son homologue stéphanois Rachid Mekloufi réalise la même performance pour égaliser. Mais Andersson trompe Claude Abbes une quatrième fois et donne la victoire à l'OM. Un match de légende et un exploit de plus pour celui qui reste encore aujourd'hui le meilleur buteur de l'histoire de l'OM avec 170 buts marqués.

- 15 mai : Stanley Matthews fait sa dernière apparition sous le maillot de l'équipe d'Angleterre, après 23 ans de carrière et 54 sélections, à l'occasion de la victoire anglaise 4-1 contre le Danemark à Copenhague en match comptant pour les éliminatoires de la Coupe du monde de 1958.
- 30 mai : première retransmission d'un match de football en direct en Espagne : au stade Bernabeu, devant 125 000 spectateurs, le Real Madrid remporte sa deuxième Coupe d'Europe de football en battant AC Fiorentina par 2-0.
- Juin : le contrat de trois ans qui autorisait le RAI à diffuser en soirée des extraits de matches arrive à son terme. Les instances du football italien réclament 100 millions par an, alors que la RAI n'en propose que 30… C'est la crise et le Calcio ferme ses stades aux caméras de TV et même aux retransmissions radios.
- Septembre : Matt Busby, entraîneur de Manchester United, réclame pour ses joueurs les mêmes égards qu'ont les vedettes de cinéma : « Les footballeurs doivent être payé sur leur valeur. Pas de rétribution, pas de télévision. »
- 22 décembre : à Hanovre, en match revanche de la finale de la Coupe de monde 1954, l'Allemagne bat la Hongrie 1-0.
  - Article détaillé : 1957 en football

## Football américain
- 29 décembre : les Lions de Détroit sont champions de la National Football League. Article détaillé : Saison NFL 1957.

## Hockey sur glace
- Les Canadiens de Montréal remportent la Coupe Stanley 1957.
- Coupe Magnus : l'AC Boulogne-Billancourt est sacré champion de France.
- La Suède remporte le championnat du monde.
- HC Arosa champion de Suisse.

## Patinage artistique
- 1er mars : l'Américaine Carol Heiss, âgée de 17 ans, est championne du monde de patinage artistique.

## Rugby à XIII
- 19 mai : à Carcassonne, Marseille remporte la Coupe de France face au XIII Catalan 11-0.
- 26 mai : à Toulouse, le XIII Catalan remporte le Championnat de France face à Avignon 14-9.
- 22 juin : l'Australie remporte la Coupe du monde de rugby à XIII.
  - Article de fond : Coupe du monde de rugby à XIII 1957

## Rugby à XV
- L'Angleterre remporte le Tournoi des Cinq Nations en signant un Grand Chelem.
- Le FC Lourdes est champion de France.

## Tennis
- 2 juin : en finale des internationaux de France à Roland-Garros, le Suédois Sven Davidson règle l'Américain Herbert Flam en 3 sets.

- 5 juillet : en finale du tournoi de tennis de Wimbledon, l'Australien Lew Hoad bat son compatriote Ashley Cooper.

- 29 décembre : à Melbourne, dans le cadre du challenge-round de la Coupe Davis, l'Australie a triomphé des États-Unis par 3-2.

## Naissances
- 4 janvier : Joël Bats, footballeur français.
- 28 janvier : Nick Price, golfeur zimbabwéen.
- 3 février : Chico Serra, pilote automobile brésilien de Formule 1, ayant disputé 18 Grand Prix de 1981 à 1983.
- 18 février : Marita Koch, athlète allemande.
- 23 février : Viktor Markin, athlète russe, champion olympique du 400 mètres et du Relais 4 × 400 mètres aux Jeux de Moscou en 1980.
- 2 avril: Jacques Monclar, joueur de basket-ball français.
- 6 avril :
  - Gianni Ocleppo, joueur italien de tennis.
  - John Inverdale, présentateur sportif britannique.
- 9 avril :
  - Severiano Ballesteros, golfeur espagnol († 7 mai 2011).
  - Philippe Riboud, escrimeur français.
- 15 avril : Evelyn Ashford, athlète américaine.
- 19 mai : Bill Laimbeer, joueur de basket-ball américain.
- 27 mai : Bruce Furniss, nageur américain, champion olympique du 200 m nage libre et du relais 4×200 m nage libre aux Jeux de Montréal (1976).
- 1er juin : Yasuhiro Yamashita, judoka japonais.
- 18 juin : Nick Faldo, golfeur anglais.
- 13 juillet : Thierry Boutsen, pilote automobile belge de Formule 1.
- 20 juillet : Paul Vatine, skipper (voile) français († 21 octobre 1999).
- 29 juillet : Nellie Kim, gymnaste soviétique, 2 fois championne d'Europe, 3 fois championne du Monde et 3 fois championne olympique.
- 30 juillet : Bill Cartwright, joueur américain de basket-ball.
- 6 août : Hervé Dubuisson, joueur de basket-ball français.
- 27 août : Bernhard Langer, golfeur allemand.
- 29 août : Severino Bottero, entraîneur de ski alpin italien († 2 janvier 2006).
- 21 septembre : Sidney Moncrief, joueur de basket-ball américain.
- 7 octobre : Jayne Torvill, patineuse artistique britannique.
- 17 octobre : Steve McMichael, joueur américain de football américain († 23 avril 2025).
- 27 octobre : Glenn Hoddle, footballeur anglais.
- 28 octobre : Florence Arthaud, skipper (voile) française († 9 mars 2015).
- 2 décembre : Randy Gardner, patineur artistique américain.

## Décès
- 25 mai : Leo Goodwin, 73 ans, nageur américain, champion olympique tant aux Jeux de Saint-Louis qu'aux Jeux de Londres en natation, water-polo ou en plongeon (dans une discipline unique le plongeon en longueur).
- 21 août : Nels Stewart, 54 ans, joueur canadien de hockey sur glace. (° 29 décembre 1902).
- 30 septembre : Hjalmar Johansson, 83 ans, plongeur suédois, champion olympique (haut-vol hommes) aux Jeux de Londres en 1908. (° 20 janvier 1874).
- 9 novembre : Peter O'Connor, 85 ans, athlète irlandais, champion olympique du triple saut, lors des Jeux olympiques intercalaires de 1906 à Athènes (Grèce). (° 24 octobre 1872).